# Clarence S. Ridley

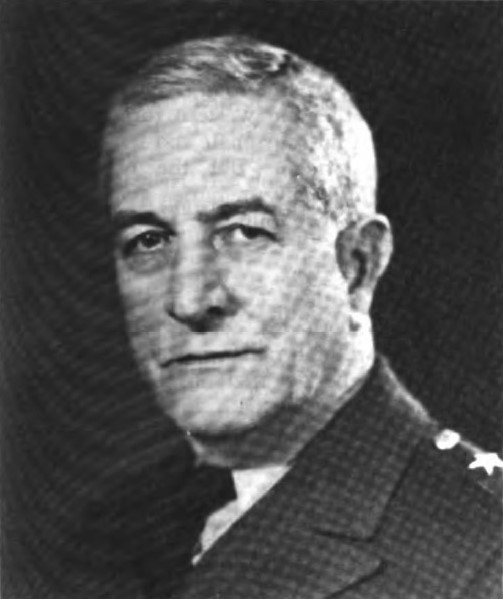
Clarence S. Ridley

Clarence S. Ridley (* 22. Juni 1883 in Corydon, Harrison County, Indiana; † 26. Juli 1969 in Carmel, Monterey County, Kalifornien) war ein US-amerikanischer Generalmajor des Heeres. Zwischen 1936 und 1940 war er Gouverneur der Panamakanalzone und später Kommandeur der 6. Infanteriedivision. 

## Werdegang
Clarence Ridley besuchte die öffentlichen Schulen seiner Heimat. Zwischen 1901 und 1904 absolvierte er die United States Military Academy in West Point. Danach begann er eine lange Offizierslaufbahn in der US Army, bei der er dem Army Corps of Engineers zugeteilt war. In den Jahren 1905 und 1906 war er in Fort Leavenworth und Fort Riley stationiert. 1907 wurde er für einige Zeit nach Kuba versetzt. Danach war er in den Jahren 1909 bis 1912 auf Hawaii sowie den Philippinen und dann wieder in Fort Leavenworth. Anschließend wurde er dem Ingenieursbezirk in North Carolina zugeordnet, wo er für den Bau zweier Schleusen und Staustufen verantwortlich war. Daran schloss sich eine Dienstzeit in Washington, D.C. an. Dort leitete er, inzwischen zum Major befördert, den Aufbau eines Reserve Corps der Engineers. Seit Oktober 1917 war er als Oberst im Stab von Präsident Woodrow Wilson. Außerdem oblag ihm die Verwaltung der öffentlichen Liegenschaften in der Bundeshauptstadt. Dazu gehörte die Überwachung des Baus des Lincoln Memorial und des Arlington Memorial auf dem Nationalfriedhof Arlington. In den 1920er und Anfang der 1930er Jahre absolvierte er das Command and General Staff College, das United States Army War College und das Army Industrial College an dem er danach für einige Zeit als Dozent tätig war.
Seit 1932 war Ridley in verschiedenen militärischen Funktionen in der Panamakanalzone tätig. 1936 wurde er als Nachfolger von Julian Larcombe Schley zum dortigen Gouverneur ernannt. Dieses Amt bekleidete er bis 1940. Während dieser Zeit wurden die Bestimmungen für die Nutzung des Kanals einschließlich der Durchfahrtsgebühren neu gefasst. Außerdem wurde die Kanaleinfahrt vom Pazifik vertieft. Zwischen Oktober 1940 und Januar 1941 war er Stabsoffizier bei der 3. Infanteriedivision. Danach kommandierte er bis August 1942 die 6. Infanteriedivision. In diese Zeit fiel der amerikanische Eintritt in den Zweiten Weltkrieg. Seine Division nahm damals noch nicht aktiv am Kriegsgeschehen teil. Danach leitete er die amerikanische Militärmission im Iran.
Clarence Ridley blieb noch bis zum 30. Juni 1947 in der Armee; dann ging er in den Ruhestand. Er starb am 26. Juli 1969 in Carmel und wurde auf dem Friedhof der Militärakademie in West Point beigesetzt. Für seine militärischen Verdienste wurde er unter anderem mit der Army Distinguished Service Medal ausgezeichnet. 